# Brooklyn Borough Hall
Le Brooklyn Borough Hall est un bâtiment conçu par les architectes Calvin Pollard (en) et Gamaliel King (en) dans le style Greek Revival et construit en marbre de Tuckahoe (en) sous la supervision de Stephen Haynes (en). Il est achevé en 1848 pour être utilisé comme l'hôtel de ville de l'ancienne ville de Brooklyn.
En janvier 1898, la ville indépendante de Brooklyn fusionne avec la ville de New York et le comté de Kings où se trouve Brooklyn devient un arrondissement, ce qui donne son nom définitif au bâtiment.
Le bâtiment est référencé par la Commission de conservation des monuments de la ville de New York depuis 1966 et est inscrit au Registre national des lieux historiques depuis 1980.

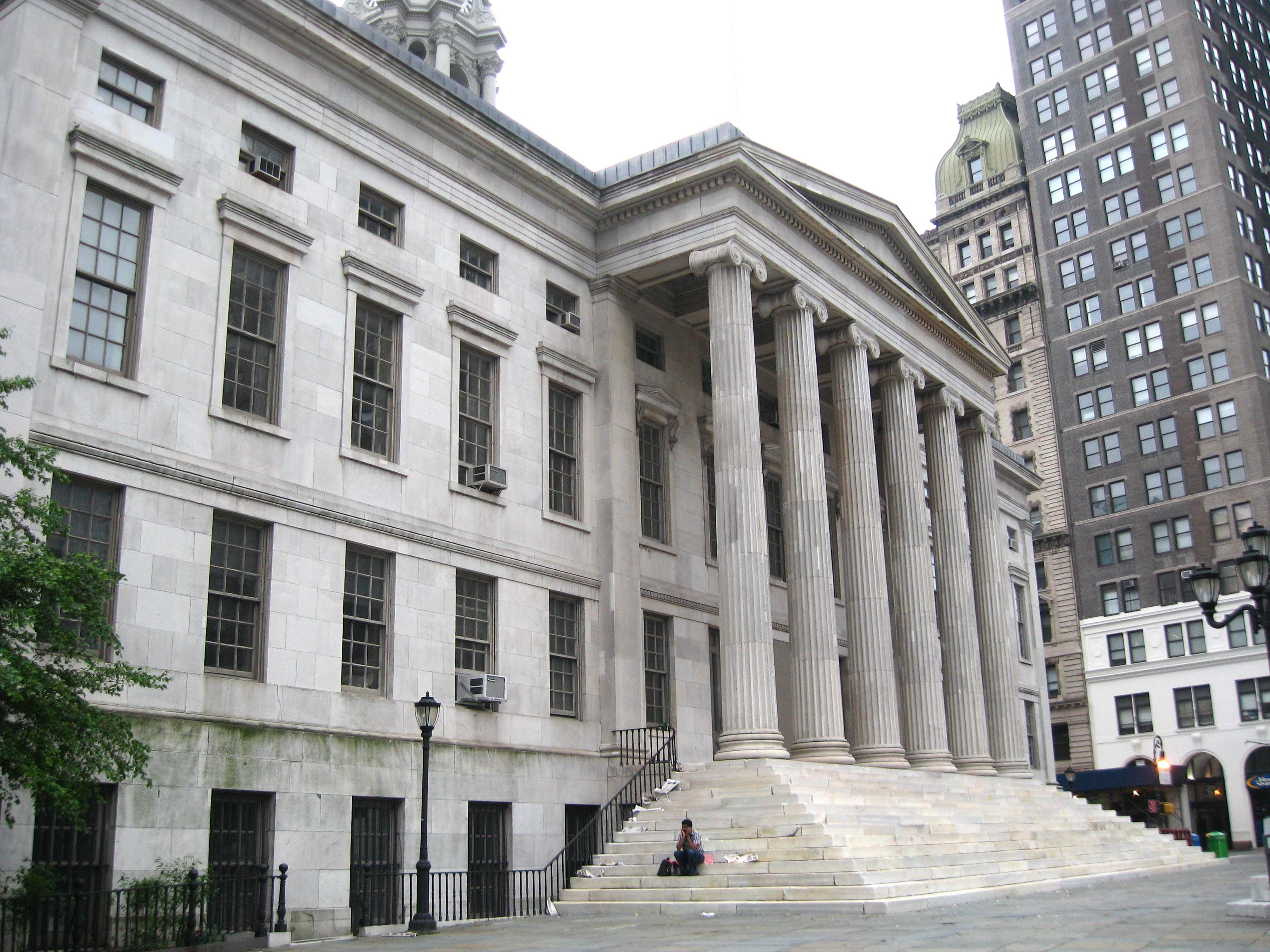
Façade nord du bâtiment.